# Fouad Jawhar
 (décembre 2013).
Pour les articles homonymes, voir Jawhar.
Fouad Ibrahim Jawhar, né à Sidon le 16 novembre 1944 et mort le 19 décembre 2013 à Sidon, est un peintre libanais.

## Biographie
Il est le premier enfant d'Ibrahim Jawhar, maire de la ville de Saïda, et de Balkis Daher. Passionné depuis toujours par l'art, il entre à l'Université libanaise des Beaux Arts, dont il est diplômé, puis il réalise de nombreuses œuvres et devient professeur à l'ALBA, Académie libanaise des Beaux-Arts et de l'Université libanaise des Beaux Arts, il possédait l'une des plus grandes bibliothèques personnelles du pays . Il était marié et père de deux enfants. En 2012, il est diagnostiqué d'un cancer du foie, dont il meurt le 19 décembre 2013. Il est aujourd'hui connu comme un des plus grands peintres libanais.